# Stenygra brevispinea
Stenygra brevispinea är en skalbaggsart som beskrevs av Delfino 1985. Stenygra brevispinea ingår i släktet Stenygra och familjen långhorningar. Inga underarter finns listade i Catalogue of Life.